# Delma inornata
Delma inornata — вид геконоподібних ящірок родини лусконогових (Pygopodidae). Ендемік Австралії. 

## Поширення і екологія
Delma inornata мешкають на південному сході Австралії, від регіона Дарлінг-Даунс на півдні Квінсленда на південь до Центральної Вікторії, а також уздовж річок Муррей і Дарлінг до озера Александріна в Південній Австралії. Вони живуть на луках та в рідколіссях, зокрема в маллі.

## Збереження
МСОП класифікує цей вид як такий, що перебуває під загрозою зникнення. Delma inornata загрожує знищення природного середовища.